# Benetton B190
A Benetton B190 egy Formula–1-es versenyautó, amelyet a Benetton tervezett az 1990-es Formula–1 világbajnokságra. Áttervezett, B190B kódnevű változatával versenyeztek az 1991-es idény első két futamán. Pilótái 1990-ben Alessandro Nannini és Nelson Piquet voltak, illetve a szezon végén és 1991-ben az előbbit váltó Roberto Moreno.

## Áttekintés
Az autót John Barnard és Rory Byrne tervezték. Barnard volt annak a korszaknak a legtehetségesebb tervezője, többek között a McLaren és a Ferrari részére is készített terveket. Ez volt a csapat első olyan szívómotoros autója, amely kapott egy légbeömlőt a pilóta feje felett - a korábbi modelleken az oldaldobozok két oldalára voltak ezek felszerelve.
A csapat most már olyan megállapodást kötött a Forddal, hogy kvázi ők lettek a gyári csapatuk, és mindig megkapták a legfrissebb specifikációjú motorokat. Ez előnyös volt számukra, mert a legfrissebb, HBA típusmegjelölésű egységek jobbak voltak, mint a régebbi, DFR jelölésűek, amit más csapatok használhattak. Ez ugyan csak egy V8-as motor volt, mégis megvolt benne a kellő erő ahhoz, hogy tartani tudja a tempót akár a Honda V10-eseivel, akár a Ferrari félautomata váltóval szerelt V12-eseivel. Ennek az is volt az oka, hogy a kompaktabb motor miatt kisebb tömegű volt az autó, és ezért kisebb leszorítóerő is elég volt, ez pedig csökkentette a gumikopást.
Nannini rögtön az első bevetésén, Imolában harmadik lett vele. Piquet-t kizárták Monacóban, mert a lerobbant autóját betolatta a pályamunkásokkal, ami tilos volt - de már a következő versenyen, Kanadában, második lett. A csapat ezt követően is hozta a szép eredményeket. A spanyol nagydíjat követően, ahol harmadik lett, Nannini súlyosan megsérült egy helikopterbalesetben sienai otthona közelében: a jármű rotorja levágta a jobb alkarját. Ugyan az orvosok vissza tudták neki varrni, de már soha nem tudta úgy használni, mint azelőtt, és ezzel ígéretes Formula–1-es pályafutása véget ért. A helyére Piquet javaslatára honfitársa, Roberto Moreno került. Piquet megnyerte az idény utolsó két versenyét, Japánban ráadásul kettős győzelmet arattak. Az utolsó, ausztrál nagydíj pedig a sportág történetének 500. futama volt.
Gyűjtött pontjaival Piquet harmadik lett az egyéni vilkágbajnokságban, ahogy a Benetton is. Az autót az 1991-es idény első két versenyén is használták, kismértékben átalakítva, a legjelentősebb különbség a festésben mutatkozott meg az új főszponzor, a Camel miatt.

## Eredmények
(Táblázat értelmezése)

(Félkövér: pole-pozícióból indult; dőlt: leggyorsabb kört futott) 

| Év   | Csapat               | Kasztni | Motor     | Gumik | Pilóták            | 1   | 2   | 3   | 4   | 5   | 6   | 7   | 8   | 9   | 10  | 11  | 12  | 13  | 14  | 15  | 16  | Pontok | Helyezés |
| ---- | -------------------- | ------- | --------- | ----- | ------------------ | --- | --- | --- | --- | --- | --- | --- | --- | --- | --- | --- | --- | --- | --- | --- | --- | ------ | -------- |
| 1990 | Benetton Formula Ltd | B190    | Ford HBA4 | G     |                    | USA | BRA | SMR | MON | CAN | MEX | FRA | GBR | GER | HUN | BEL | ITA | POR | ESP | JPN | AUS | 71*    | 3.       |
| 1990 | Benetton Formula Ltd | B190    | Ford HBA4 | G     | Alessandro Nannini |     |     | 3   | KI  | KI  | 4   | 16  | KI  | 2   | KI  | 4   | 8   | 6   | 3   |     |     | 71*    | 3.       |
| 1990 | Benetton Formula Ltd | B190    | Ford HBA4 | G     | Roberto Moreno     |     |     |     |     |     |     |     |     |     |     |     |     |     |     | 2   | 7   | 71*    | 3.       |
| 1990 | Benetton Formula Ltd | B190    | Ford HBA4 | G     | Nelson Piquet      |     |     | 5   | KIZ | 2   | 6   | 4   | 5   | KI  | 3   | 5   | 7   | 5   | KI  | 1   | 1   | 71*    | 3.       |
| 1991 | Camel Benetton Ford  | B190B   | Ford HBA4 | P     |                    | USA | BRA | SMR | MON | CAN | MEX | FRA | GBR | GER | HUN | BEL | ITA | POR | ESP | JPN | AUS | 38.5*  | 4.       |
| 1991 | Camel Benetton Ford  | B190B   | Ford HBA4 | P     | Roberto Moreno     | KI  | 7   |     |     |     |     |     |     |     |     |     |     |     |     |     |     | 38.5*  | 4.       |
| 1991 | Camel Benetton Ford  | B190B   | Ford HBA4 | P     | Nelson Piquet      | 3   | 5   |     |     |     |     |     |     |     |     |     |     |     |     |     |     | 38.5*  | 4.       |

* 4 pontot gyűjtöttek a B189B-vel.
* 32.5 pontot gyűjtöttek a B191-gyel